# Feuerleitanlage

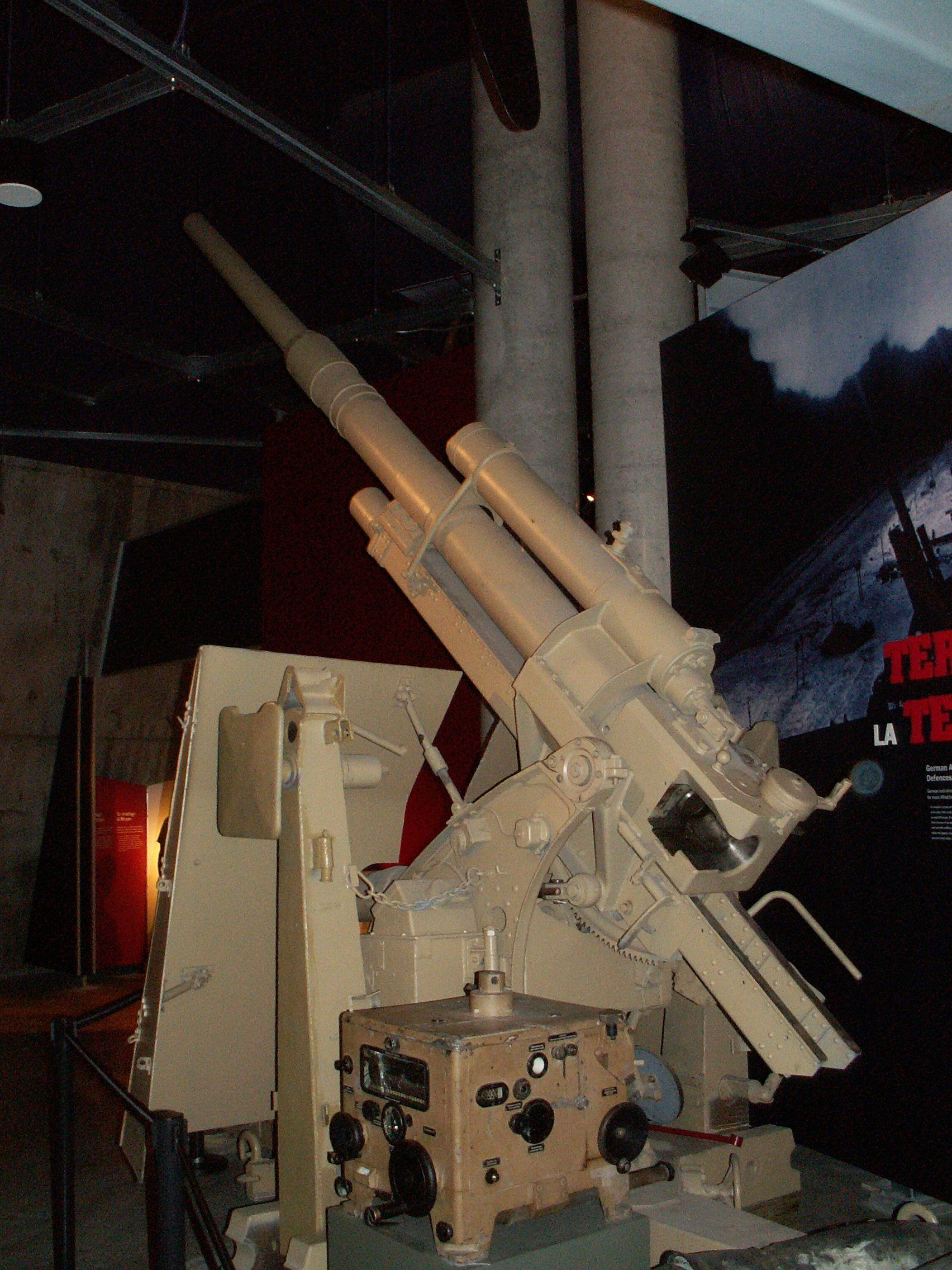
Deutsche 8,8-cm-Flugabwehrkanone mit Feuerleitrechner aus dem Zweiten Weltkrieg

Feuerleitanlage oder Feuerleitsystem ist ein Sammelbegriff für eine Technik, mit deren Hilfe ein Geschoss eines Waffensystems (in der Regel Granaten, Projektile, Lenkflugkörper oder Torpedos) möglichst genau ins Ziel gebracht werden kann.
Vor Einführung von elektronischen Erfassungs- und Leitsystemen, wie radar-, laser- oder infrarotgestützten Systemen, verwendete man optische Systeme. So wurden beispielsweise während des Zweiten Weltkrieges auf Kriegsschiffen optische Systeme eingesetzt, die mit Unterstützung elektro-mechanischer Rechenanlagen die Geschütze ausrichteten und bewegliche Ziele verfolgen konnten.
Auf deutschen U-Booten wurden Torpedovorhaltrechner genutzt, um Kurs, Geschwindigkeit, Entfernung und andere Parameter zu berechnen.